# Aleuroplatus perseaphagus
Aleuroplatus perseaphagus is een halfvleugelig insect uit de familie witte vliegen (Aleyrodidae), onderfamilie Aleyrodinae.
De wetenschappelijke naam van deze soort is voor het eerst geldig gepubliceerd door Martin, Aguiar & Pita in 1996.